# Heteromeringia rufithorax
Heteromeringia rufithorax är en tvåvingeart som beskrevs av Leander Czerny 1926. Heteromeringia rufithorax ingår i släktet Heteromeringia och familjen träflugor. Inga underarter finns listade i Catalogue of Life.